# Harvey Milk
Harvey Milk   (Woodmere, 22 de maig de 1930 - San Francisco, 27 de novembre de 1978) va ser un polític dels Estats Units i el primer home obertament gai a ser triat per exercir un càrrec públic a Califòrnia, com a membre del San Francisco Board of Supervisors, la legislatura de la ciutat i el comtat de San Francisco.

## Biografia
Milk va néixer al suburbi de Woodmere de la ciutat de Nova York, fill de William Milk i Minerva Karns. Era el fill petit de pares jueus lituans i net de Morris Milk, propietari d'un gran magatzemque va ajudar a organitzar la primera sinagoga de la zona. Quan era nen, Harvey va ser burlat per les seves orelles sobresortints, el nas gran i els peus grans, i va tendir a cridar l'atenció com un pallasso de classe. Mentre estava a l'escola, va jugar a futbol i va desenvolupar una passió per l'òpera. Sota el seu nom, a l'anuari de l'escola secundària, s'hi deia: "Glimpy Milk, i diuen que les DONES mai no estan sense paraules".
Milk es va graduar a la Bay Shore High School de Bay Shore, Nova York, el 1947 i va assistir al New York State College for Teachers a Albany (ara la Universitat Estatal de Nova York a Albany) de 1947 a 1951, especialitzant-se en matemàtiques. També va escriure per al diari de la universitat. Un company de classe va recordar: "Mai se'l va considerar un possible queer, així els anomenavem llavors, era un home d'home".
Milk es va traslladar a San Francisco el 1972 i va obrir una botiga de càmeres de fotos. Encara que era molt inquiet, va treballar en diferents professions i canviava de casa freqüentment, finalment es va assentar en el districte de Castro, un veïnat que estava rebent una immigració massiva d'homes i dones homosexuals. Es va veure impulsat a presentar-se a «supervisor» de la ciutat el 1973, encara que hi va haver una certa resistència de l'establishment polític gai existent. La seva campanya va ser comparada amb el teatre: era descarat, directe, animat i extravagant, la qual cosa li va fer guanyar l'atenció dels mitjans de comunicació i vots, encara que no els suficients per a ser triat. Va fer campanya de nou en les dues eleccions següents, anomenant-se a si mateix com l'«Alcalde del carrer Castro». Els votants van ser suficients per a permetre-li presentar-se també a l'Assemblea Estatal de Califòrnia. Aprofitant la seva creixent popularitat, va dirigir el moviment polític gai en ferotges batalles contra les iniciatives antigais.
Milk va ser elegit «supervisor» el 1977 després d'una reorganització del procediment electoral: els representants de San Francisco van passar a ser votats i escollits per districtes, i no en l'àmbit de tota la ciutat. Milk va estar onze mesos en el lloc de supervisor municipal i va promoure una ordenança sobre els drets dels gais a San Francisco.
El 27 de novembre de 1978, Milk i l'alcalde George Moscone van ser assassinats per Dan White, un altre supervisor de la ciutat que havia dimitit recentment i volia recuperar el seu lloc, decisió que estava en mans de l'alcalde.
Tant l'elecció de Milk com els successos que van seguir el seu assassinat van demostrar una liberalització de les actituds ciutadanes i conflictes polítics entre el govern de la ciutat i una força policial conservadora.
Malgrat la seva curta carrera en política, Milk es va convertir en una icona a San Francisco i en un màrtir de la comunitat gai. El 2002, Milk va ser anomenat "el funcionari obertament LGBT més famós i significatiu mai triat als Estats Units" Anne Kronenberg, la seva darrera directora de campanya, va escriure sobre ell: "El que va diferenciar Harvey de tu o de mi va ser que era un visionari. Va imaginar un món just dins del seu cap i després es va disposar a crear-lo de debò, per a tots. nosaltres." Milk va ser guardonada pòstumament amb la Medalla Presidencial de la Llibertat el 2009.

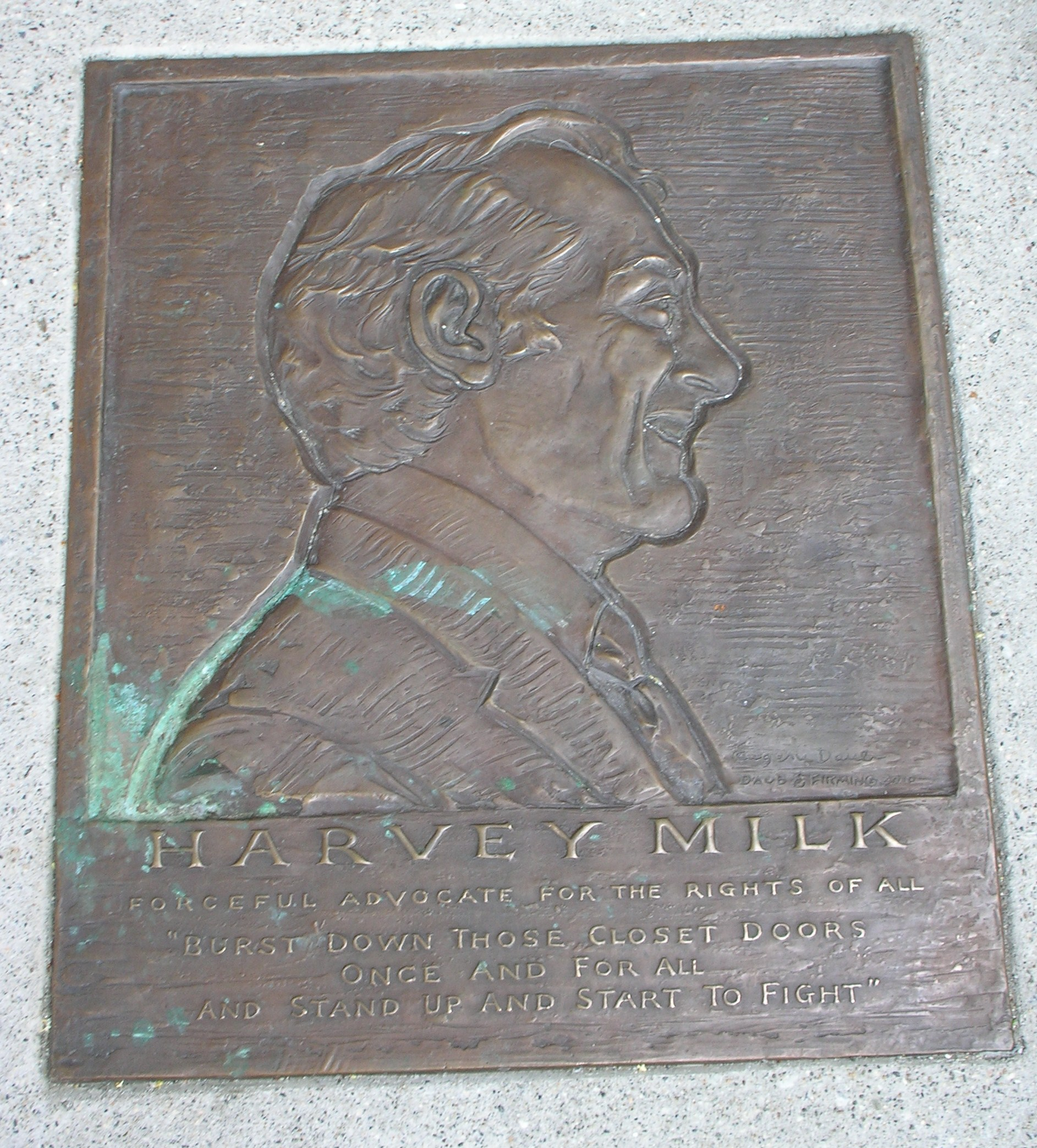
Placa commemorativa davant de la botiga de fotografia de Harvey Milk a Castro Street